# Нонтабури
Нонтабури е една от 76-те провинции на Тайланд. Столицата ѝ е едноименния град Нонтабури. Населението на провинцията е 3 760 320 жители (2008 г. – 20-а по население), а площта 622,3 кв. км (74-та по площ). Намира се в часова зона UTC+7. Разделена е на 6 района, които са разделени на 52 общини и 309 села.